# Бухта (село)
Бухта́ (рос. Бухта) — село у складі Чернишевського району Забайкальського краю, Росія. Входить до складу Букачачинського міського поселення.

## Населення
Населення — 43 особи (2010; 71 у 2002).
Національний склад (станом на 2002 рік):
- росіяни — 99 %